# Alto Santo
Pour les articles homonymes, voir Alto (toponyme).
Alto Santo est une municipalité brésilienne de l'État du Ceará.